# Apache Roller
Apache Roller — открытый полнофункциональный, многопользовательский сервер для создания веб-блогов с поддержкой групп сообществ, написанный на Java. Roller сначала был написан Дейвом Джонсоном (Dave Johnson) в 2002 году для журнальной статьи об инструментах разработки открытых программ, но стал популярным на FreeRoller.net (ныне JRoller.com) и был позже выбран как движок для блогов сотрудников Sun Microsystems и IBM developerWorks.
23 апреля 2007 проект Roller закончил пребывание в инкубаторе Apache, и стал официальным проектом Apache Software Foundation, первой выпущенной версии в таком официальном статусе стала 3.1.